# Rogožarski IK-3
Il Rogožarski IK-3 era un aereo da caccia dell'anteguerra costruito in Jugoslavia.
Il progetto fu avviato come iniziativa privata di Ljubomir Ilic e Kosta Sivcev che avevano progettato anche l'Ikarus IK-2.
La progettazione iniziò nel 1936 ed il primo prototipo volò nella primavera del 1938.
Gli unici 12 esemplari realizzati furono assemblati nello stabilimento Rogožarski presso l'aeroporto di Belgrado-Zemun.
Il velivolo aveva configurazione monoplano ad ala bassa.

## Utilizzatori
Germania
- Luftwaffe

operò almeno con un esemplare con insegne tedesche.
 Jugoslavia
- Jugoslovensko kraljevsko ratno vazduhoplovstvo i pomorska avijacija